# Canariellanum
Canariellanum is een geslacht van spinnen uit de familie hangmatspinnen (Linyphiidae).

## Soorten
De volgende soorten zijn bij het geslacht ingedeeld:
- Canariellanum albidum Wunderlich, 1987
- Canariellanum arborense Wunderlich, 1987
- Canariellanum hierroense Wunderlich, 1992
- Canariellanum palmense Wunderlich, 1987